# Gustelj
Gustelj je moško osebno ime.

## Izvor imena
Ime Gustelj je različica moškega osebnega imena Gustav.

## Pogostost imena
Po podatkih Statističnega urada Republike Slovenije na dan 31. decembra 2007 v Sloveniji število moških oseb z imenom Gustelj ni bilo večje kot 5 ali pa se to ime med moškimi imeni sploh ne uporablja.

## Osebni praznik
V koledarju je ime  Gustelj skupaj z Gustavom; god praznuje 7. oktobra.